# Petras Kunca
Petras Kunca se graduó de los conservatorios de Vilna y Moscú y dio cursos magistrales y de posgraduado en violín y música de cámara en Hungría, Finlandia, Dinamarca, España y Austria.
Fue profesor en el National M. K. Ciurlionis School of Arts y desde 1974 Profesor en la Academia Lituana de Música y Teatro. Desde 1996 es el Jefe del Departamento de Música de Cámara. Más de 200 alumnos de música de cámara se han graduado en sus clases. Recibió el Premio Nacional y la Orden de Gedimina de la República de Lituania.